# هانس غريم (مخرج)
هانس غريم (بالألمانية: Hans Grimm)‏ هو كاتب سيناريو ومخرج ألماني، ولد في 30 يناير 1905 في رهاو في ألمانيا، وتوفي في 12 سبتمبر 1998 في لوينو في إيطاليا.

## وصلات خارجية
- هانس غريم على موقع IMDb (الإنجليزية)
- هانس غريم على موقع أول موفي (الإنجليزية)
- هانس غريم على موقع قاعدة بيانات الأفلام السويدية (السويدية)
- هانس غريم على موقع قاعدة بيانات الفيلم (الإنجليزية)
- هانس غريم على موقع كينوبويسك (الروسية)